# Plácido Fernández Maradona
Plácido Fernández Maradona fue el séptimo gobernador de la Provincia de San Juan, Argentina.
El 17 de junio de 1810 al conocerse en la provincia la Revolución de Mayo era Alcalde de primer voto. Fue él quien convocó a los vecinos a pronunciarse en favor de la Junta de Gobierno encabezada por Cornelio Saavedra o del virrey Baltasar Hidalgo de Cisneros.

## Sublevación de julio de 1825 y toma del poder
El 6 de julio de 1825 se aprobó en San Juan la ley denominada Carta de Mayo que reconocía los derechos individuales de los ciudadanos, la igualdad de los hombres y establecía la libertad de cultos. Este hecho, sumado a la situación existente y a las medidas anteriores tomadas por el gobernador Salvador María del Carril que disminuían y regulaban el poder de la Iglesia católica dieron origen a un alzamiento militar impulsado por las distintas congregaciones eclesiásticas presentes en la provincia.
El alzamiento estuvo en manos de tres sargentos llamados Joaquín "Carita" Paredes, "Chucuaco" Moyano, y Maradona. La noche del 26 de junio liberaron a los presos del penal, a los que sumaron a su causa, y marcharon a la casa del gobernador donde lo apresaron.
Tomaron por bandera un pabellón blanco con una cruz negra y la leyenda "Religión o muerte" y difundieron la siguiente proclama:

Los señores comandantes de la tropa defensora de la religión que abajo suscriben, tienen el honor de hacer saber a toda la tierra el modo como cumplen los mandatos de la Ley de Dios: 

1º) Que la Carta de Mayo sea quemada en acto público, por medio del verdugo porque fue introducida entre nosotros por la mano del diablo para corrompernos y hacernos olvidar nuestra religión católica apostólica, romana.
2º) Que la Junta de Representantes sea deshecha y en su lugar se ponga el Cabildo, tal como estaba antes, y toda la administración de justicia.
3º) Cerrar el teatro y el café por estar profanados porque allí concurrían los libertinos para hablar contra la religión.
4º) Que los frailes se vistan de frailes.
5º) Sancionar en toda la provincia la Católica Apostólica Romana como la religión de San Juan.

6º) Imponer una contribución para el pago de la tropa.

La asonada fue apoyada por vecinos de renombre y el clero: Plácido Fernández Maradona; Francisco Borja de la Roza; Juan Antonio Maurín; José Rudecindo Castro; Roque Jacinto, José Genaro e Ignacio Fermín Rodríguez; Manuel Torres y Juan José Robledo. Los presbíteros José Manuel Astorga, Manuel Torres, Juan José Robledo, José de Oro, fray Dionisio Rodríguez y fray Roque Mallea.
El 27 de junio, en la Capilla de San Clemente, se reunió parte del vecindario y proclamó gobernador a  Fernández Maradona , quien era uno de los líderes del movimiento sedicioso. Este juró el cargo y designó ministro al presbítero José Manuel Astorga y depositó el mando de las tropas en Juan Antonio Maurín, antiguo capitán del Batallón número 1 de Cazadores de los Andes. Al frente de los sublevados colocó al comandante Manuel Olazábal. La ciudad quedó bajo estado de sitio.
Su primer acto de gobierno fue un decreto por el cual

"La carta de mayo será quemada públicamente por mano del verdugo, porque fue introducida por la mano del diablo para corrompernos..."

Junto con la Carta de Mayo se quemaron ejemplares del periódico El Defensor de la Carta de Mayo.
Una de sus primeras proclamas sostenía: 

¡Ciudadanos armados! ¡Militares defensores del país, de la patria y, de la religión santa que profesamos! Me habéis honrado con el mando de la Provincia y yo he jurado ante Dios y los hombres desempeñar vuestra confianza y derramar mi última gota de sangre, antes que comprometer vuestra seguridad individual. Como hombre cristiano y de buena fe, he de cumplirlo: no tengáis el menor temor de mis medidas; pues todas son encaminadas a la salvación del país, y a consolidar esa justa causa porque os habéis alarmado..."
San Juan, agosto 4 de 1825. Plácido Fernández Maradona

Fernández Maradona deja a a Juan Antonio Maurín a cargo de las tropas levantadas en armas, años después Maurín lucharía en las montoneras de Facundo Quiroga. El segundo jefe fue "Carita" Paredes, quien sería uno de los principales jefes de Juan Manuel de Rosas en la Mazorca.
Días después liberó a Del Carril quien se dirigió a Mendoza donde requirió los auxilios de ese gobierno para recuperar el ejercicio del poder en su provincia.
El 9 de septiembre Del Carril y José Félix Aldao se enfrentaron en la  Primera Batalla de la Rinconada del Pocito contra las tropas de Fernández Maradona dirigidas por Olazábal quien huyó luego de los primeros enfrentamientos. El combate se resolvió rápidamente y las tropas destituyentes huyeron en desbandada.
Por la tarde las tropas de Del Carril ocuparon pacíficamente la ciudad y restituyeron al gobernador depuesto, destituyendo a Fernández Maradona.

## Vinculación con la Difunta Correa
Fernández Maradona era amigo y protector de Pedro Correa, guerrero de la lucha por la independencia, que participó en la Batalla de Chacabuco. A la muerte de este en 1840 comenzó a sufrir persecuciones, y luego de haber sido llevado junto con su yerno Baudillo Bustos por las montoneras, su hija Deolinda Correa intentó seguirlos a pie a Provincia de La Rioja muriendo en el camino y dando lugar al culto popular de la Difunta Correa.